# Club de Fútbol Talavera de la Reina
Il Club de Fútbol Talavera de la Reina, meglio noto come Talavera de la Reina, è una società calcistica spagnola con sede nella città di Talavera de la Reina. Milita nella Segunda Federación, la quarta divisione del campionato spagnolo.

## Storia
Fondato nel 2011 in seguito alla fusione tra CF Talavera e Real Talavera CD, conta 5 partecipazioni alla Segunda División B (antenata della Primera División RFEF) e 4 partecipazioni alla Tercera División.
Nel 2023 ha raggiunto per la prima volta nella sua storia la finale della Copa Federación de España, perdendola.

## Palmarès

### Competizioni nazionali
- Tercera División: 2

2014-2015, 2016-2017